# Gare de Libourne
Gare de Libourne – stacja kolejowa w Libourne, w departamencie Żyronda, w regionie Nowa Akwitania, we Francji.
Została otwarta w 1852 przez Compagnie du chemin de fer de Paris à Orléans. Jest stacją société nationale des chemins de fer français (SNCF), obsługiwaną przez pociągi TGV Atlantique, Intercités i TER Aquitaine.